# Kyłykyjiw
Kyłykyjiw (ukr. Киликиїв, pol. Кilikijów) – wieś na Ukrainie, w obwodzie chmielnickim, w rejonie sławuckim, u ujścia Żarychy do Korczyku. W 2001 roku liczyła 863 mieszkańców.
W XIX w. miasteczko w gminie Dołżek powiatu ostrogskiego guberni wołyńskiej. Początkowo należało do książąt Ostrogskich, później przeszło na własność książąt Jabłonowskich, a przez przegrany zakład przeszło do rodziny Steckich.
W czasach radzieckich we wsi znajdowała się siedziba kołchozu „Persze trawnia”. Do 1993 roku miejscowość nosiła nazwę Kyłykijiw (ukr. Киликіїв).
We wsi odkryto pozostałości osady z epoki miedzi.